# 올림픽 엘살바도르 선수단
올림픽 엘살바도르 선수단은 엘살바도르 대표로 올림픽에 참가하는 선수단이다. 엘살바도르는 1968년 멕시코 멕시코시티에서 열린 하계 올림픽에서 처음으로 올림픽에 참가했다. 소련의 아프가니스탄 침공에 항의해 미국이 주도한 보이콧에 동참했던 1976년과 1980년 대회를 제외하고는 그 이후 모든 올림픽에 참가해 왔다. 동계 올림픽은 물론 올림피아드 대회에서도 메달을 획득하지 못했다.
엘살바도르의 선수들은 13개 종목에서 자국을 대표했다. 총 118명의 엘살바도르 선수들이 올림픽 경기에 참가했다. 엘살바도르에서는 수영(28명)과 육상(27명)이 가장 많은 참가를 기록했다.
엘살바도르 올림피코 위원회(Comité Olímpico de El Salvador)는 1925년에 창설되었으며 1938년에 국제 올림픽 위원회(International Olympic Committee)의 승인을 받았다.